# Дримба, Габриэла
Габриэла Дримба (Дримбо) (по мужу — Бокасса; рум. Gabriela Drimba) — румынская танцовщица, агент Секуритате, одна из полигамных жён центральноафриканского императора Бокассы I. Ныне — бизнесвумен.
В 1975 году, будучи с официальным визитом в Социалистической Республике Румыния, к тому времени ещё президент Центральноафриканской Республики Жан-Бедель Бокасса познакомился с молодой привлекательной танцовщицей Габриэлой Дримбо, а вскоре после возвращения домой обратился к румынскому президенту Николае Чаушеску с просьбой о разрешении Габриэле выйти за него замуж. Посовещавшись с супругой, Чаушеску решил использовать будущую жену Бокассы как средство влияния на любвеобильного диктатора — благодаря Габриэле супруги рассчитывали обеспечить Румынии право на участие в добыче центральноафриканских алмазов. В конечном итоге, по прошествии нескольких недель после отъезда Бокассы, один из личных самолётов президента Румынии доставил Габриэлу в Банги. Её сопровождал главный советник Чаушеску Василе Пунган.
Замысел четы Чаушеску удался: при посредничестве Габриэлы Румынии удалось добиться концессий на добычу алмазов в Центральноафриканской Республике. Десять процентов всех доходов от продажи камней, по согласию Бокассы принадлежавшие Румынии, отправлялись в швейцарские банки. 6 сентября 1976 года у центральноафриканского диктатора и его новой жены-европейки родилась дочь Анна де Беренго, которую отец обожал.
За два года совместной жизни с Бокассой Габриэла была поражена его жестокостью и ревностью. Так, на неё произвело огромное впечатление убийство Бокассой официанта, который позаимствовал у Габриэлы велосипед и был безосновательно обвинён диктатором в совершении с ней полового акта. Об этом случае впоследствии вспоминал преемник Бокассы на посту главы государства, Давид Дако. Из материалов суда над Бокассой, позднее состоявшегося в Центральноафриканской Республике, также стало известно ещё о троих зверски убитых по приказу императора мужчинах, которых тот заподозрил в интимной связи с Габриэлой.
В 1977 году испуганная Габриэла потребовала у Бокассы развода, угрожая, что покончит жизнь самоубийством. Получив согласие, она самолётом отправилась в Париж, взяв с собой два чемодана с большим количеством ювелирных изделий и драгоценностей. Здесь бывшая жена диктатора некоторое время жила анонимно. Когда же слухи о том, что Габриэла бежала и находится во Франции, опасавшийся раскрытия и огласки своего плана журналистами Чаушеску с помощью агентов Секуритате переправил её в Румынию, а затем приказал пустить ложный слух, будто Бокасса, к тому времени уже провозгласивший свою страну империей, а себя — императором, сам прогнал супругу.
В настоящее время Габриэла Дримба живёт в Бухаресте и успешно занимается бизнесом, связанным с недвижимостью. Бывшие сотрудники возглавляемой ей фирмы отзываются о ней как о жестокой женщине, состоящей, к тому же, в достаточно прохладных отношениях с собственной дочерью. Обе женщины отказываются от контактов с журналистами.